# بو پیپ
بو پیپ (انگلیسی: Bo Peep) یک شخصیت خیالی است که در مجموعه داستان اسباب‌بازی دیزنی-پیکسار ظاهر می‌شود. صداپیشگی این شخصیت عمدتاً توسط آنی پاتس انجام می‌شود. او در دو داستان اول به عنوان یک شخصیت فرعی ظاهر می‌شود که به عنوان یک علاقه عاشقانه برای قهرمان داستان، کلانتر وودی به تصویر کشیده شده است. پس از غیبت در ماجراهای داستان اسباب‌بازی ۳، بو در داستان اسباب‌بازی ۴ به عنوان یک شخصیت اصلی بازمی‌گردد.